# SM U-7
El SM U-7 era un U-Boot de l'Imperi Alemany de Tipus 5. Va ser un dels 329 que van servir en la Marina Imperial Alemanya durant la Primera Guerra Mundial.
El U-7 va ser utilitzat en les operacions marítimes a l'Atlàntic, on va participar en la Primera Batalla de l'Atlàntic.

## Servei
El U-7 va ser utilitzat com a part de la I Flotilla. Va participar en tres operacions en el Oceà Atlàntic abans de ser enfonsat.
Durant la seva vida útil, no va aconseguir enfonsar cap vaixell o vehicle enemic.

## Final
En el 21 de gener de 1915, el U-7 va ser torpedejat i enfonsat pel SM U-22, el qual el va confondre per un submarí enemic. Després de ser enfonsat van morir tots els seus tripulants a excepció d'un, el qual va poder sobreviure